# Engels-Denkmal

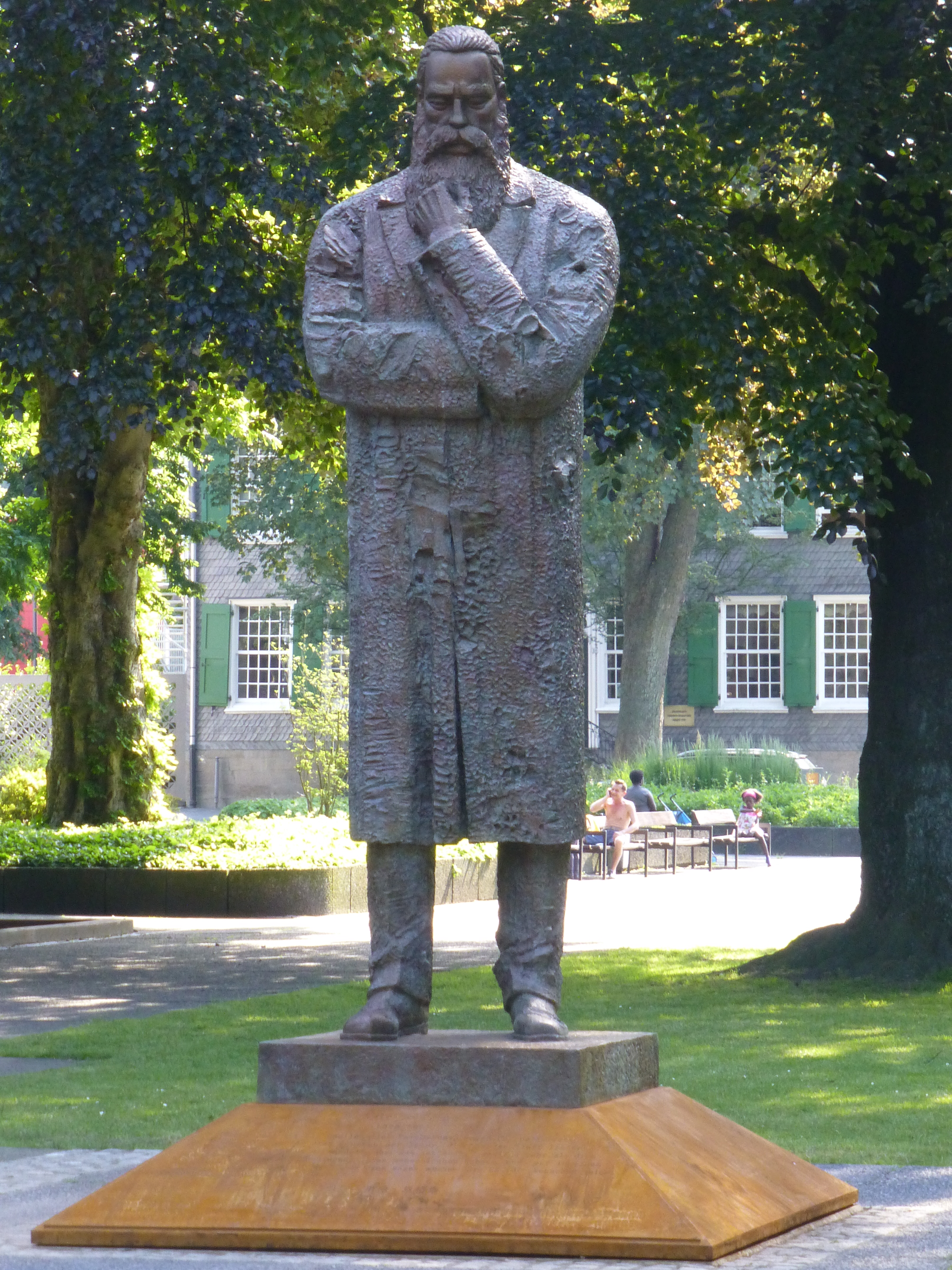
Engelsdenkmal

Das Engels-Denkmal ist eine überlebensgroße Bronzestatue des deutschen Philosophen, Gesellschaftstheoretikers, Historikers, Journalisten, kommunistischen Revolutionärs und Textilunternehmers Friedrich Engels (1820–1895). Es befindet sich im Engelsgarten im Wuppertaler Stadtteil Barmen zwischen dem Engels-Haus, in dem Engels seine Kindheit verbracht hatte, und dem ehemaligen Standort seines Geburtshauses, das im Krieg zerstört wurde.
Eine einheitliche Benennung ist bislang nicht vorhanden. So wird das Denkmal auch als Engelsdenkmal, Engels-Skulptur, Friedrich-Engels-Denkmal oder Friedrich-Engels-Statue bezeichnet.

## Beschreibung
Die überlebensgroße Statue ist ein Werk des chinesischen Bildhauers Zeng Chenggang. Der habilitierte Zeng Chenggang ist gleichzeitig Direktor des chinesischen Skulptureninstituts. Die Statue hat eine Höhe von 3,85 Metern bei einer Breite von 1,18 Metern und einer Tiefe von 1,12 Metern. Mit einem Gewicht von 868 Kilogramm steht sie auf einem etwa 40 cm hohen Podest in Form eines Pyramidenstumpfes, der die Außenmaße von 2,40 × 2,42 Metern hat. In dem Stahlpodest, der ein Gewicht von zwei Tonnen hat, sind auf der Vorderseite und Rückseite Inschriften zu finden. Auf der Vorderseite befindet sich ein Zitat von Engels. Auf der rückwärtigen Seite steht als Erinnerung an die Übergabe des Denkmals eine weitere Inschrift. Beide sind jeweils in Deutsch und Chinesisch geschrieben:

„Geschenk der Volksrepublik China aus Anlass des Besuchs einer Delegation der chinesischen Regierung im Engels-Haus am 28. November 2010. Ein Werk des Präsidenten des Chinesischen Instituts für Bildhauerkunst Professor Zeng Chenggang, errichtet von der Botschaft der Volksrepublik China in Berlin am 11. Juni 2014.“

Das Engels-Zitat auf der Vorderseite:

„Friedrich Engels
(1820–1895)
Die Arbeit ist die Quelle alles Reichthums, sagen die politischen Oekonomen. Sie ist dies – neben der Natur, die ihr den Stoff liefert, den sie in Reichthum verwandelt. Aber sie ist noch unendlich mehr als dies. Sie ist die erste Grundbedingung alles menschlichen Lebens, und zwar in einem solchen Grade, dass wir in gewissem Sinn sagen müssen: Sie hat den Menschen selbst geschaffen. (Dialektik der Natur)“

Das Denkmal zeigt Engels als einen nachdenklichen und etwas „in die Jahre gekommenen“ Philosophen. Engels nimmt dabei die sogenannte Denkerpose ein. Die Statue wurde bewusst mit dem Rücken dem Engelshaus zugewendet, um den erwarteten und erhofften Touristen (und Wirtschaftspartnern) aus China ein Fotomotiv mit beiden Objekten gleichzeitig zu bieten.
Nur wenige Meter entfernt befindet sich die Skulptur „Die starke Linke“ des österreichischen Bildhauers Alfred Hrdlicka (1928–2009).

## Geschichte

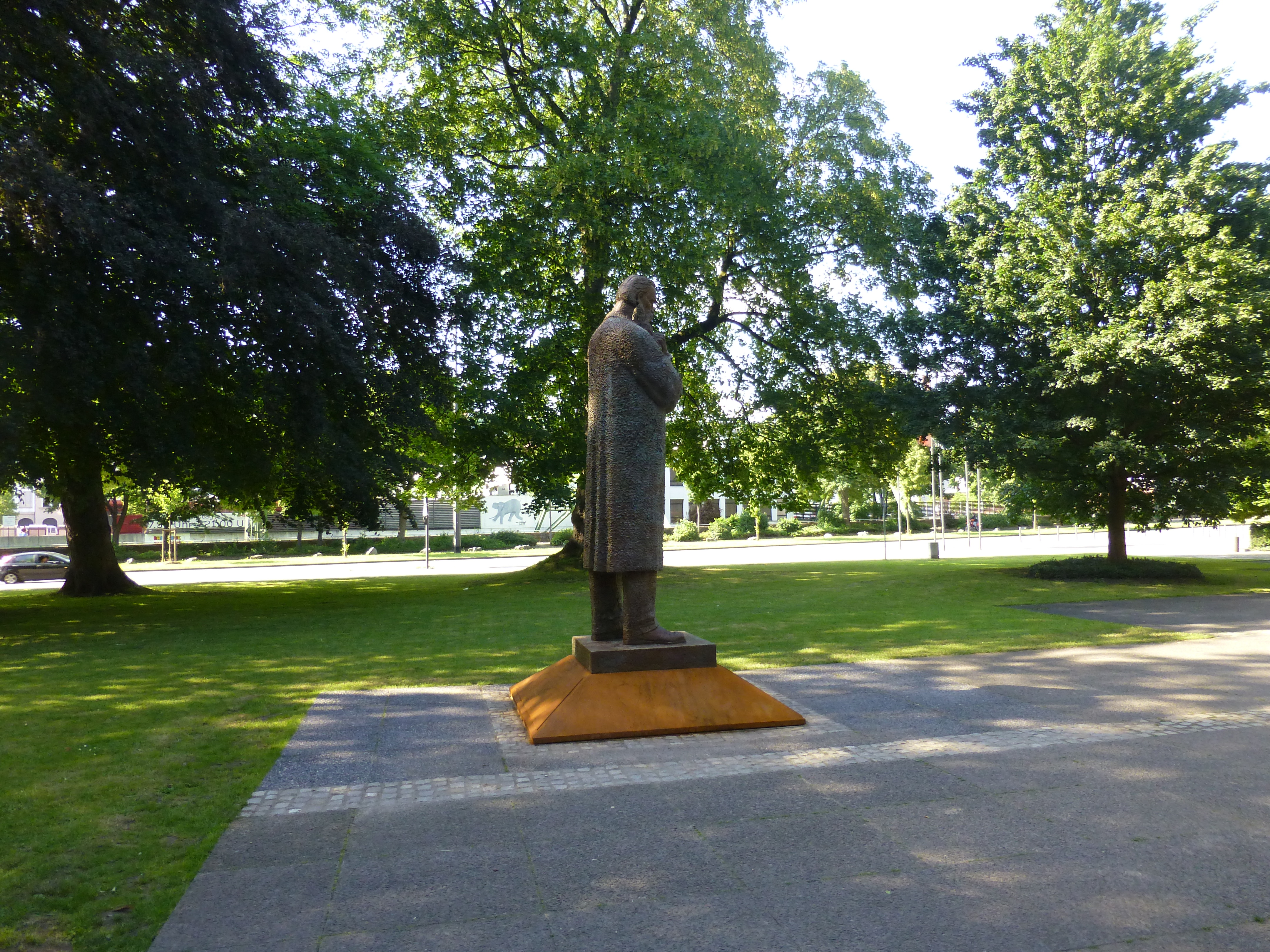
Engelsdenkmal

Das Denkmal ist ein Geschenk der Volksrepublik China an Engels’ Geburtsstadt Wuppertal, die größte Stadt im Bergischen Land in Nordrhein-Westfalen. Die Idee geht zurück auf den Besuch einer chinesischen Regierungsdelegation, die am 28. November 2010 zu Engels’ 190. Geburtstag das Engelshaus besichtigte. Der Delegation gehörte unter anderem der Politiker Ma Kai an, der damals die Funktion des Generalsekretärs des Zentralrats des Volkskongresses der VR China innehatte. Dabei kamen zum ersten Mal die Idee und Zusage von ihm zur Sprache, der Stadt ein großes Standbild von Engels zu schenken.
Im Oktober 2011 kam es zu einem Gegenbesuch von Eberhard Illner, dem Leiter des Historischen Zentrums, der die Werkstätten Zenghs nahe Peking besichtigte und mit ihm die verschiedensten Entwürfe diskutierte. Bei dieser Begegnung kristallisierte sich der finale Entwurf heraus. Der Kulturausschuss des Rats wurde vom Beigeordneten Nocke über diese Entwicklung auf dem Laufenden gehalten. Stadtdirektor Johannes Slawig unterrichtete im Sommer 2012 die zuständige Bezirksvertretung Barmen und die Ratsfraktionen. Der Standort sowie die Größe und Materialität der Skulptur sollten von der Stadt Wuppertal vorgeschlagen werden. Es wurden vier Standorte im Engelsgarten näher in Betracht gezogen, die bei einem Ortstermin im Januar 2011 in Augenschein genommen wurden.
Der Rat der Stadt Wuppertal stimmte am 18. November 2013 über die Schenkung ab, und die große CDU/SPD-Koalition stimmte dafür, die Schenkung anzunehmen.
Anfang Mai 2014 wurde die Statue aus China eingeflogen.
Am 11. Juni 2014 wurde das Denkmal in Anwesenheit von rund 250 Gästen, unter anderem von Zeng Chenggang, Shi Mingde (Botschafter der VR China in Deutschland), Peter Jung (Oberbürgermeister von Wuppertal) und Eberhard Illner, öffentlich übergeben.

## Kritik

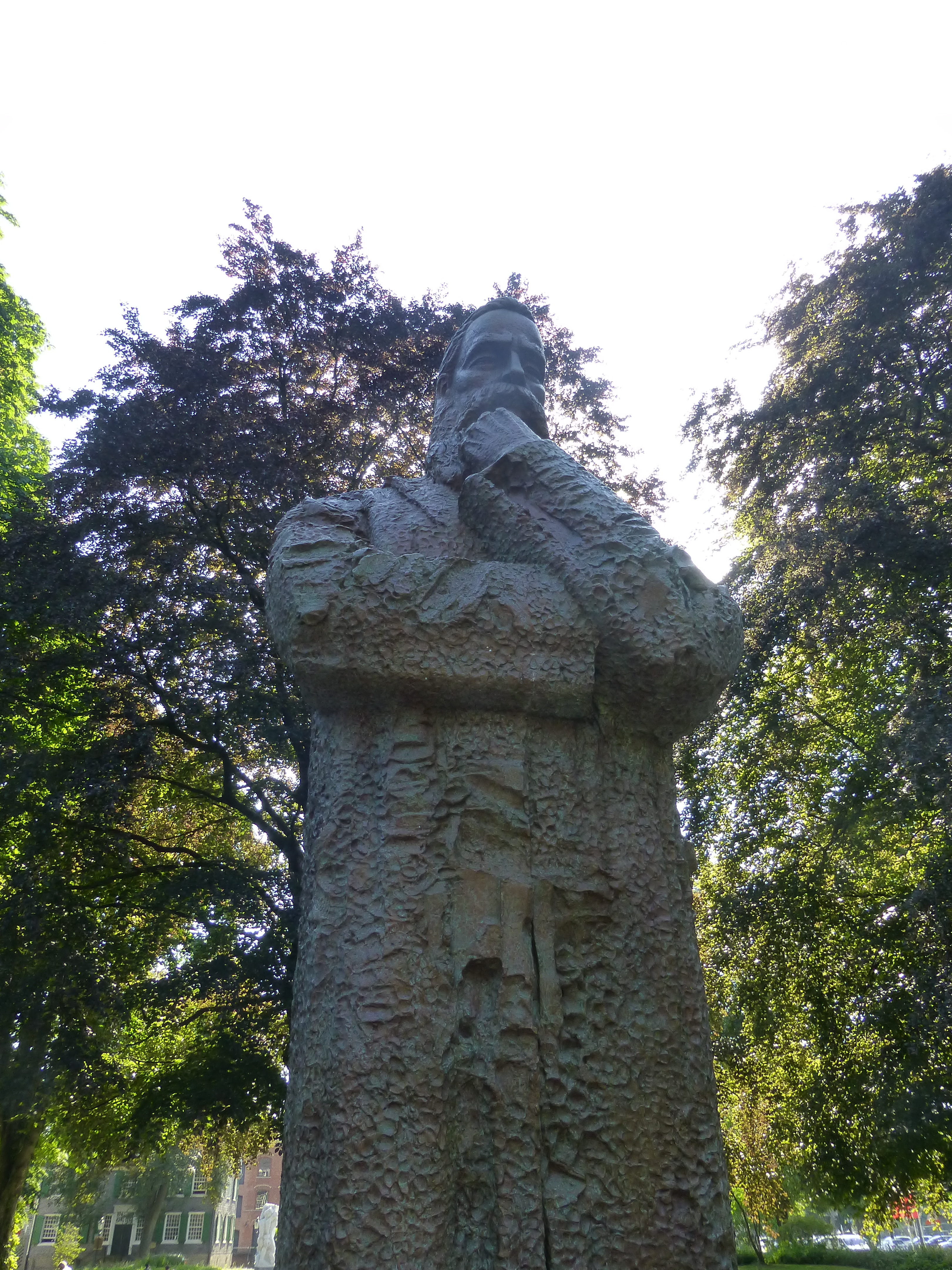
Der „nachdenkliche“ Engels

Der Plan, die Schenkung der Statue anzunehmen, wurde von der Presse kritisch begleitet. Jung dankte dem Land China und dem Künstler für das Geschenk an die Stadt Wuppertal:

„Ich danke für diese großartige Skulptur. In Deutschland wird Engels durchaus kritisch gesehen, aber man muss sein Wirken aus seiner Zeit differenziert betrachten.“

Es wird betont, dass Engels nicht auf einem Sockel steht, sondern lediglich auf einem 40 Zentimeter hohen Podest. Man habe sozusagen Engels vom Sockel geholt. Ulrich Klan, Vorsitzender der Armin-T.-Wegner-Gesellschaft, und Hajo Jahn, Vorsitzender der Else-Lasker-Schüler-Gesellschaft, lehnten die Annahme des Geschenkes ab bzw. waren in ihrer Einstellung zur Schenkung sehr kritisch.
Kritisiert wurde auch die Darstellung des älteren Engels’, obwohl er nur seine Kinder- und Jugendjahre in Wuppertal verbracht hatte. Illner begründet die Darstellung des Alters so: weil er ein Geschenk der Volksrepublik China ist, und Marx und Engels sind neben Konfuzius und Laotse die großen weisen Lehrer. Die Chinesen können sich solche weisen Lehrer nur als alte Herren vorstellen. Auch würde festgestellt, dass die Darstellung asiatische Gesichtszüge zeige. Kritik musste auch die Inschrift aushalten, die im korrodierten Stahl schlecht lesbar ist.
Während der feierlichen Enthüllung der Statue fand in der Nähe eine Demonstration von Amnesty International gegen weiterhin bestehende Menschenrechtsverletzungen in der VR China statt. Zuvor wurde in sozialen Netzwerken im Internet zu Protestkundgebungen aufgerufen. Auch eine kleine angemeldete Demonstration der Tibet-Freunde war in der Nähe präsent; Demonstranten von der Marxistisch-Leninistischen Partei (MLPD) mischten sich unter die Gäste, um gegen die Statue zu protestieren.
Kritik gab es auch 2018 bei der Schenkung des Karl-Marx-Denkmals in Trier.